# Carolinotettix montana
Carolinotettix montana är en insektsart som beskrevs av Willemse, C. 1951. Carolinotettix montana ingår i släktet Carolinotettix och familjen torngräshoppor. Inga underarter finns listade i Catalogue of Life.